# Antonio Mauricio Escuer
Antonio Mauricio Escuer fue un médico español de los siglos xvii y xviii.

## Biografía
Nació en Tauste (Zaragoza), de un linaje infanzón, siendo hijo del editor Pedro Escuer Ezquerra y su segunda esposa Jerónima Mondina. Estudió artes y medicina y obtuvo el grado de doctor de esta última materia. Como afirma en su obra, vivió con Martín Escuer, médico de Monegrillo. Consta por una carta suya dirigida al doctor Antonio Valero que en 1675 era médico de Tauste; por otra, dirigida a Nicolás Moneva, que ejercía en Ejea de los Caballeros en 1684; por una consulta y censura, que en 1685 trabajaba en Benabarre, y por su propia obra, que desde 1686 era médico de Pina de Ebro y aún estaba en el cargo en 1690. Se conocen tres escritos de su autoría: Hidrología médica, que trata del uso de las aguas frías en la curación de las calenturas ardientes (Zaragoza, 1701), Consultas y resoluciones médicas (Zaragoza, 1702) y Discursos médicos de la naturaleza y curación del carbunclo (Zaragoza, 1702).